# Nora Piacentini
Nora Piacentini (n. 18 mai 1905, Galați, România – d. 13 ianuarie 1945, București, România) a fost o actriță română de teatru din perioada interbelică, cunoscută pentru talentul său artistic și pentru rolurile interpretate pe scene importante ale vremii.

## Biografie
Inspirată de spectacolul Moartea civilă al actorului Ion Manolescu, Nora Piacentini a decis să își urmeze visul de a deveni actriță, mutându-se la București. A studiat la Conservatorul de Artă Dramatică sub îndrumarea lui Constantin Nottara, una dintre cele mai influente figuri ale teatrului românesc.

### Cariera artistică
Debutul său pe scenă a avut loc la Teatrul Popular, unde a interpretat un rol în piesa Școala femeilor de Molière. Ulterior, a colaborat cu mai multe teatre importante din București, printre care:
• Teatrul Regina Maria
• Teatrul Vesel
• Teatrul Comedia
Unul dintre rolurile sale cele mai apreciate a fost cel al Vagabondului Luca în Domnișoara Nastasia de G. M. Zamfirescu, montat la Teatrul Maria în anul 1932.
Nora Piacentini a colaborat cu nume mari ale scenei românești, printre care Nicolae Stroe și Vasile Vasilache, devenind una dintre actrițele populare ale vremii. În anii 1941-1942, a fost membră a trupei lui Sică Alexandrescu, jucând alături de actori celebri precum Ion Iancovescu, Jules Cazaban, Radu Beligan și Grigore Vasiliu-Birlic.
Printre spectacolele în care s-a remarcat se numără:
• Kiki de André Picard (1939) – Teatrul Comedia
• Mărgeluș (1942) – Teatrul Comedia
• Pensiunea dragostei de Al. Kirițescu și N. Vlădoianu (1943) – Teatrul Alhambra
Unul dintre cele mai importante roluri din cariera sa a fost cel al Domnișoarei Cucu în piesa Steaua fără nume de Mihail Sebastian, în regia lui Soare Z. Soare. Premiera spectacolului a avut loc la 1 martie 1944, pe scena Teatrului Alhambra, iar distribuția a inclus actori precum Radu Beligan, Maria Mohor și Nineta Gusti.

## Viața personală și decesul
Nora Piacentini a fost căsătorită cu actorul Nicolae Stroe, iar ulterior cu Mircea Șeptilici, care avea să anunțe moartea sa în ziarul Universul din 15 ianuarie 1945. Artista a fost înmormântată la Cimitirul Bellu Catolic, pe 15 ianuarie 1945.
Circumstanțele sinuciderii sale rămân neclare. Perioada în care a murit a fost marcată de schimbări politice și sociale majore, precum și de pierderi tragice în lumea artistică – regizorul Soare Z. Soare fusese ucis accidental în august 1944, iar dramaturgul Mihail Sebastian murise într-un accident în mai 1945. Se speculează că problemele personale și dificultățile profesionale ar fi contribuit la decizia sa de a-și pune capăt vieții.

## Moștenire
Deși viața și cariera Norei Piacentini au fost scurte, contribuția sa la teatrul românesc interbelic rămâne semnificativă. Prin interpretările sale, a adus un plus de valoare spectacolelor în care a jucat, iar talentul său a fost recunoscut de marii regizori și actori ai vremii.